# Старозолотовский
Старозолотовский — хутор в Константиновском районе Ростовской области. Входит в Константиновское городское поселение.
Хутор расположен на правом берегу реки Дон, между устьем Северского Донца и Константиновском.

## История
Первые упоминания в Летописях зарубежных историков были замечены ещё в 1593 году. Дальнейшее упоминание о городке Золотой (впоследствии хутор Старозолотовский) относится к 1685 году.
Место это было заселено казаками ещё более 300 лет назад. Первое упоминание найдено в записях времен Азовского похода Петра первого в 1695 году, когда царь посетил казачьи городки по Дону. В походном журнале царя такая запись: Городок ЗОЛОТОЙ. «Стоит на острову ж, на левой стороне».
В городке Золотой (впоследствии хутор Старозолотовский) была своя церковно-приходская школа, церковь, приходское училище.
В 1884 году в связи с подтоплениями было решено старейшинами о переселении жителей на остров. В 1905 году жители хутора на сходе принимают решение о переносе населенного пункта на правую сторону реки Дон. С этого момента можно считать официальным годом рождения хутора Старозолотовский.
В начале XX века в хуторе проживало более двух тысяч человек.
Свое название городок, а впоследствии и хутор, получил благодаря протоке Золотой, впадающей в Дон. А её, в свою очередь, назвали так благодаря изобилующей в том месте рыбе. С начала основания по 1900 год поселение называлось станицей Золотовской. Примерно в 1900 году часть поселения была перенесена к хутору Фоминский за Дон в «Новозолотовский», а оставшееся поселение «Золотовский» было изменено на использующееся и сегодня — хутор Старозолотовский.
В 1960-е годы институтом археологии Ростовского государственного университета были найдены останки стоянки древнего человека. Данная стоянка входит в древний комплекс европейской части и не имеет аналогов в Европе. Это единственное место на юге России, где человек появился более 150—200 тыс. лет назад.
Хутор отличается ухоженными улицами с красивыми старинными домами, отличным видом на реку Дон.
Каждый год в хуторе Старозолотовском проходит фестиваль искусств и творчества — Золотовские купола.
Летом Старозолотовский привлекает посетителей цветущими лавандовыми полями. Они посеяны создателями этнографического музейного комплекса «Тихий Дон» в пешей доступности от хутора. Лаванда цветет со второй половины июня по конец июля.
Александр Мерзлов признал хутор Старозолотовский одним из 12 самых красивых в России. Это подтверждает его включение в Ассоциацию «Самые красивые деревни и городки России».
В 2022 году хутор Старозолотовский получил вторую звезду французской ассоциации «Сто красивейших городков и деревень мира». Две звезды в России имеет Ростов Великий, три — только Суздаль.
Благодаря Али Муссаевичу Узденову хутор был газифицирован, здесь появилась асфальтовая дорога, уличное освещение, телефон, стадион с искусственным покрытием, детская площадка, сквер с ростовыми мультяшными героями. При этом современные «удобства» никак не помешали возродить, сохранить и значительно преумножить исконно казачий колорит донского хутора. Сегодня на хуторе расположен этнографический музей под открытым небом, где собраны декорации, созданные в натуральную величину: курени-жилища казаков и постройки для съемок сериала по роману М. А. Шолохова «Тихий Дон» Сергеем Урсуляком. В центре Старозолотовского находится храм иконы Пресвятой Богородицы «Остробрамская». Рядом с храмом построен приходской дом, в котором планируется создание духовно-просветительского центра.

## Население
| 2010 |
| ---- |
| 44   |

## Инфраструктура
- Гостевой дом Грошевский
- Вертолётная площадка
- Футбольное поле
- Кладбище
- Скульптурный сквер
- Православный центр
- Детская площадка
- Теннисный корт

## Достопримечательности
- В хуторе расположен Храм иконы Пресвятой Богородицы «Остробрамская»[7].
- Здесь в 2017 году был открыт музей казачьего быта под открытым небом — Этнографический музей «Тихий Дон»[8], созданный после съёмок фильма «Тихий Дон».[9]